# Idiops kazibius
Idiops kazibius là một loài nhện trong họ Idiopidae.
Loài này thuộc chi Idiops. Idiops kazibius được Carl Friedrich Roewer miêu tả năm 1953.